# Pacific Daydream
Pacific Daydream és l'onzè àlbum d'estudi de la banda estatunidenca de rock alternatiu Weezer, publicat el 27 d'octubre de 2017.
Poc després de la publicació de Weezer (The White Album) (2016), el líder de la banda, Rivers Cuomo, va començar a planejar un nou treball per trencar amb l'àlbum de acabaven de llançar, ja que no va quedar satisfet amb el resultat final. El so que recordava a Beach Boys, massa optimista i banal, i ara tocava fer lletres més madures i reflexives. De fet, Cuomo va jugar amb el nom de l'àlbum (The White Album significa l'àlbum blanc) per dir que ara farien el The Black Album (en català, l'àlbum negre). Ben aviat va començar a treballar en la composició de noves cançons i ja va planejar l'enregistrament de les cançons per final d'any. Cuomo va descriure l'àlbum com un procés d'alienació i solitud, com si no tingués un lloc on sentir-se còmode. El resultat és una música fosca, un to baix i trist. Pel títol van descartar anomenar-lo The Black Album, Cuomo el va titular inicialment Somebody's Daydream, però Patrick Wilson va suggerir Pacific Daydream per fer-lo més atractiu, títol que finalment van escollir.
Pacific Daydream va debutar al número 23 de la llista estatunidenca d'àlbums, el qual representava el pitjor debut d'un àlbum d'estudi de Weezer des de 1994.

## Llista de cançons
| Núm.          | Títol                   | Composició                                                                         | Durada |
| ------------- | ----------------------- | ---------------------------------------------------------------------------------- | ------ |
| 1.            | «Mexican Fender»        | Rivers Cuomo Tobias Gad                                                            | 3:11   |
| 2.            | «Beach Boys»            | Cuomo                                                                              | 3:51   |
| 3.            | «Feels Like Summer»     | Cuomo Patrick Morrissey Jonny Coffer Jonathan Rotem David Dahlquist Dan Goldberger | 3:15   |
| 4.            | «Happy Hour»            | Cuomo Chris Sernel Seann Bowe                                                      | 2:57   |
| 5.            | «Weekend Woman»         | Cuomo                                                                              | 4:05   |
| 6.            | «QB Blitz»              | Cuomo                                                                              | 3:17   |
| 7.            | «Sweet Mary»            | Cuomo Josh Alexander                                                               | 3:42   |
| 8.            | «Get Right»             | Cuomo Jonny Coffer Johnny McDaid Alexander                                         | 3:12   |
| 9.            | «La Mancha Screwjob»    | Cuomo Alexander                                                                    | 3:27   |
| 10.           | «Any Friend of Diane's» | Cuomo                                                                              | 3:34   |
| Durada total: | Durada total:           | Durada total:                                                                      | 34:32  |

## Posicions en llista
| Llista (2017) | Posició |
| ------------- | ------- |
| Austràlia     | 64      |
| Canadà        | 41      |
| Espanya       | 99      |
| Estats Units  | 23      |
| Regne Unit    | 68      |